# Eudonia anthracias
Eudonia anthracias là một loài bướm đêm trong họ Crambidae.